# Obolcola
Obolcola is een geslacht van vlinders van de familie spanners (Geometridae), uit de onderfamilie Ennominae.

## Soorten
- O. aliena Prout, 1922
- O. decisa (Warren, 1914)
- O. deocellata Prout, 1913
- O. flavescens Prout, 1913
- O. hastata Fletcher D. S., 1963
- O. insecura Janse, 1932
- O. lindneri Fletcher D. S., 1958
- O. luteograpta Krüger, 2007
- O. pallida Janse, 1932
- O. petronaria (Guenée, 1858)
- O. pulverea (Prout, 1917)
- O. retorta Herbulot, 1966